# Leonie Beck
Leonie Antonia Beck (Augsburgo, 27 de maio de 1997) é uma nadadora alemã especialista em natação pura e maratona aquática. Em 2016, competiu nos Jogos Olímpicos de Verão de 2016 na modalidade 800 metros livre.
No Campeonato Europeu de Esportes Aquáticos de 2022 disputado em Roma, Itália, mas com a natação em águas abertas realizadas Ostia no mês de agosto, Beck conquistou a medalha de ouro na natação de 10 quilômetros em águas abertas com o tempo de 2h01min13s4.
Em 2023, na Maratona aquática do Campeonato Mundial de Esportes Aquáticos de 2023, realizado em Fukouka, no Japão, ela conquistou as medalhas de ouros tanto na maratona de 10 km quanto de 5 km, qualificando-se com um ano de antecedência aos Jogos Olímpicos de Verão de 2024, a serem disputados em Paris, na França.